# Камю, Фабьен
Фабьен Камю (фр. Fabien Bachir Camus; родился 28 февраля 1985 года в Арле, Франция) — тунисский футболист, полузащитник клуба «Мехелен». Выступал в сборной Туниса.

## Клубная карьера
Камю начинал играть в футбольных академиях клубов «Арль-Авиньон» и «Монпелье». В 2002 году он перешёл в марсельский «Олимпик» и начал выступления за резервную команду. За три сезона Фабьен сыграл за клуб в Лиге 1 всего два матча. В 2005 году он покинул Францию и подписал контракт с бельгийской командой «Шарлеруа». В клубе он провёл четыре сезона и сыграл 100 матчей, забив 10 мячей.
В 2009 году Камю перешёл в «Генк». 8 августа в поединке против «Зюлте-Варегем» он дебютировал в новом клубе. 23 августа в матче против «Вестерло» Фабьен забил свой первый гол. В сезоне 2010/2011 Камю выиграл Жюпиле лигу, а через год завоевал Суперкубок Бельгии.
В 2012 году Фабьен на правах аренды перешёл в «Труа». 15 сентября в матче против «Лилля» он дебютировал за новый клуб. 27 октября во встрече против «Реймса» Камю забил свой первый гол в Лиге 1. Летом 2014 года Фабьен перешёл в «Эвиан» на правах аренды. 9 августа в матче против «Кана» он дебютировал за новую команду. 3 января 2015 года в поединке Кубка Франции против «Бобиньи» Камю забил свой первый гол за «Эвиан». После окончания аренды он стал футболистом команды «Труа». После вылета команды из Лиги 1 вернулся в Бельгию.

## Международная карьера
11 февраля 2009 года в товарищеском матче против сборной Нидерландов Камю дебютировал за сборную Туниса. Во втором тайме поединка он вышел на поле вместо Джамеля Саихи.

## Личная жизнь
Отец Фабьена — француз, мать — туниска.

## Достижения
Командные
 «Генк»
- Чемпионат Бельгии по футболу — 2010/11
- Обладатель Суперкубка Бельгии — 2011